# Norma González
Norma González (née le 11 août 1982 à Santander de Quilichao) est une athlète colombienne, spécialiste du sprint.

## Biographie

### Palmarès
| Date | Compétition                                      | Lieu                 | Résultat | Épreuve   | Performance   |
| ---- | ------------------------------------------------ | -------------------- | -------- | --------- | ------------- |
| 1999 | Championnats d'Amérique du Sud                   | Bogota               | 1re      | 4 x 400 m | 3 min 32 s 74 |
| 1999 | Championnats du monde jeunesse                   | Bydgoszcz            | 3e       | 400 m     | 52 s 39       |
| 2000 | Championnats ibéro-américains                    | Rio de Janeiro       | 1re      | 400 m     | 53 s 00       |
| 2000 | Championnats ibéro-américains                    | Rio de Janeiro       | 1re      | 4 x 100 m | 44 s 81       |
| 2000 | Championnats ibéro-américains                    | Rio de Janeiro       | 1re      | 4 x 400 m | 3 min 34 s 51 |
| 2000 | Championnats du monde juniors                    | Santiago du Chili    | 3e       | 400 m     | 53 s 30       |
| 2001 | Championnats d'Amérique du Sud                   | Manaus               | 3e       | 400 m     | 53 s 29       |
| 2001 | Championnats panaméricains juniors               | Santa Fe             | 1re      | 200 m     | 23 s 88       |
| 2001 | Championnats panaméricains juniors               | Santa Fe             | 1re      | 400 m     | 53 s 38       |
| 2001 | Championnats panaméricains juniors               | Santa Fe             | 3e       | 4 x 100 m | 46 s 89       |
| 2002 | Championnats ibéro-américains                    | Guatemala            | 3e       | 200 m     | 23 s 47       |
| 2002 | Championnats ibéro-américains                    | Guatemala            | 2e       | 4 x 100 m | 44 s 44       |
| 2002 | Championnats ibéro-américains                    | Guatemala            | 2e       | 4 x 400 m | 3 min 33 s 35 |
| 2002 | Jeux d'Amérique centrale et des Caraïbes         | San Salvador         | 2e       | 200 m     | 23 s 73       |
| 2003 | Jeux panaméricains                               | Saint-Domingue       | 7e       | 200 m     | 23 s 47       |
| 2004 | Championnats ibéro-américains                    | Huelva               | 3e       | 4 x 400 m | 3 min 33 s 95 |
| 2005 | Championnats d'Amérique du Sud                   | Cali                 | 1re      | 4 x 100 m | 43 s 17       |
| 2005 | Championnats d'Amérique du Sud                   | Cali                 | 2e       | 4 x 400 m | 3 min 36 s 95 |
| 2005 | Championnats du monde                            | Helsinki             | 6e       | 4 x 100 m | 43 s 07       |
| 2006 | Championnats ibéro-américains                    | Ponce                | 1re      | 400 m     | 52 s 87       |
| 2006 | Championnats ibéro-américains                    | Ponce                | 3e       | 4 x 100 m | 44 s 79       |
| 2006 | Championnats ibéro-américains                    | Ponce                | 2e       | 4 x 400 m | 3 min 37 s 71 |
| 2006 | Jeux d'Amérique centrale et des Caraïbes         | Carthagène des Indes | 2e       | 4 x 100 m | 44 s 32       |
| 2008 | Championnats ibéro-américains                    | Iquique              | 3e       | 4 x 400 m | 3 min 39 s 46 |
| 2009 | Championnats d'Amérique du Sud                   | Lima                 | 1re      | 200 m     | 23 s 73       |
| 2009 | Championnats d'Amérique du Sud                   | Lima                 | 1re      | 400 m     | 52 s 62       |
| 2009 | Championnats d'Amérique du Sud                   | Lima                 | 1re      | 4 x 100 m | 44 s 18       |
| 2009 | Championnats d'Amérique du Sud                   | Lima                 | 2e       | 4 x 400 m | 3 min 35 s 83 |
| 2009 | Championnats d'Amérique centrale et des Caraïbes | La Havane            | 2e       | 400 m     | 51 s 90       |
| 2009 | Championnats d'Amérique centrale et des Caraïbes | La Havane            | 2e       | 4 x 100 m | 43 s 67       |
| 2009 | Championnats du monde                            | Berlin               | 8e       | 4 x 100 m | 43 s 71       |
| 2010 | Jeux d'Amérique centrale et des Caraïbes         | Mayagüez             | 2e       | 4 x 400 m | 3 min 33 s 03 |
| 2011 | Championnats d'Amérique du Sud                   | Buenos Aires         | 2e       | 200 m     | 23 s 22       |
| 2011 | Championnats d'Amérique du Sud                   | Buenos Aires         | 1re      | 400 m     | 52 s 14       |
| 2011 | Championnats d'Amérique du Sud                   | Buenos Aires         | 1re      | 4 x 100 m | 44 s 11       |
| 2011 | Championnats d'Amérique centrale et des Caraïbes | Mayagüez             | 3e       | 400 m     | 51 s 90       |
| 2011 | Jeux panaméricains                               | Guadalajara          | 3e       | 4 x 100 m | 43 s 44       |
| 2011 | Jeux panaméricains                               | Guadalajara          | 3e       | 4 x 400 m | 3 min 29 s 84 |

### Records
| Épreuve    | Performance | Lieu      | Date         |
| ---------- | ----------- | --------- | ------------ |
| 200 mètres | 22 s 90     | Armenia   | 20 août 2005 |
| 400 mètres | 51 s 58     | São Paulo | 22 mai 2011  |